# Rhizopogon
A Rhizopogon a Rhizopogonaceae családjába tartozó ektomikorrhizaképző bazidiumos gombák nemzetsége. A nemzetségbe tartozó fajok földalatti termőtestet fejlesztenek. A Rhizopogon nemzetség tudományos nevét a görög eredetű 'gyökér' (Rhiz-) ' és szakáll' (-pogon) jelentésű szavakból képezték, utalva a termőtesten nagy számban előforduló rhizómára. Magyar nevüket is megjelenésük után kapták: istrángospöfeteg.
A Rhizopogon-fajok elsősorban a fenyőfélék (Pinaceae) családba tartozó fák ektomikorrhiza-társulásában fordulnak elő, és különösen gyakori szimbiontái a fenyőfáknak, a páfrányfenyőknek és a Douglas-fenyőfáknak. Ektomikorrhiza-kapcsolataik révén a Rhizopogon-fajok feltehetően fontos szerepet játszanak a tűlevelű erdők ökológiájában. A közelmúltban végzett mikromorfológiai és molekuláris filogenetikai vizsgálatok megállapították, hogy a Rhizopogon a tinórualkatúak (Boletales) családba tartozik, szoros rokonságban a Suillus nemzetséggel.